# Gambia New Millennium Air
Die Gambia New Millennium Air Company (auch: Gambia Millennium Airline) war eine gambische Fluggesellschaft mit Sitz in Banjul.

## Geschichte
Die New Millennium Air nahm 1999 ihren Betrieb auf. Ihr Direktor war Baba Jobe, der bei den Parlamentswahlen 1997 antrat, aber den Wahlkreis Jarra West nicht für sich gewinnen konnte. Im Zusammenhang mit der Resolution 1343 des UN-Sicherheitsrates wurde Jobe mit einem Reiseverbot belegt und seine Vermögenswerte eingefroren. Ihm wurden Waffenhandel und Verbindungen mit dem liberianischen Blutdiamanthandel vorgeworfen. Die New Millennium Air war vom Bann auch betroffen. Die Gesellschaft soll im Auftrag von Wiktor Anatoljewitsch But gegründet worden sein. Ihre einzige Maschine, russischer Bauart, wurde von der Centrafircan Airlines erworben. Später wurde die Maschine von der Regierung eingesetzt.

## Flugziele
- Die Flugziele lagen in Westafrika und Saudi-Arabien[7]

## Flotte
- 1 Iljuschin Il-62M (Luftfahrzeugkennzeichen C5-GNM)[8]